# Katzenmühle (Scheidegg)
Katzenmühle (westallgäuerisch: Khatsəmilə) ist ein Gemeindeteil der Marktgemeinde Scheidegg im Landkreis Lindau (Bodensee) im bayerischen Regierungsbezirk Schwaben.

## Geographie
Die Einöde in der Region Westallgäu liegt auf der Gemarkung Scheffau circa vier Kilometer südlich des Hauptorts Scheidegg am Katzenbach vor dem Kerbtal Katzenlo(ch).

## Ortsname
Der Name Bapplersmühle bezieht sich auf einen Familiennamen Bappler, Epplismühle auf den Personennamen Eppli und Katzenmühle vermutlich auf den Tiernamen oder auf den Übernamen eines Besitzers.

## Geschichte
Die Katzenmühle wurde urkundlich erstmals im Jahr 1569 als Bapplersmühle bzw. Papplersmühle mit dem Übergang der Mühle an die Herrschaft Altenburg erwähnt. Weitere historische Bezeichnungen sind Epplismühle und vermutlich auch Tobelmühle. Ab 1655 gehörte die Mühle dem Amt Bregenz an. 1771 fand die Vereinödung in Katzenmühle mit zwei Teilnehmern statt. Der Ort war einst Teil der Herrschaft Altenburg und später der Gemeinde Scheffau. Im Jahr 1896 erfolgte der Stillstand der Mahlmühle, die aber bis 1922 als Lohnmühle weiter betrieben wurde. Mit dem Einbau einer Pelton-Turbine um das Jahr 1900, wurden Strohhüte in der Mühle produziert. Durch die Eingemeindung der Gemeinde Scheffau kam Katzenmühle zum 1. Juli 1972 zum Markt Scheidegg.

## Baudenkmäler
Das ehemalige Mühlengebäude der Katzenmühle ist als Baudenkmal gelistet. Der verschindelte Blockbau mit Satteldach stammt aus dem 18. Jahrhundert.

## Persönlichkeiten
- Paschalis Schmid (1887–1957), Salvatorianer und Begründer des „Priestersamstags“, wuchs hier auf